# AMC Airlines
AMC Airlines ist eine ägyptische Charterfluggesellschaft mit Sitz in Kairo und Basis auf dem Flughafen Kairo-International.

## Geschichte
Die Gesellschaft wurde im Jahr 1988 als Wartungsunternehmen unter dem Namen Aircraft Maintenance Company gegründet. Im Folgejahr erhielt sie ein Air Operator Certificate zur Durchführung von nationalen Lufttaxidiensten sowie am 12. Oktober 1992 eine Betriebsgenehmigung für Charterflüge. Ende 1992 übernahm das Unternehmen als erstes Strahlflugzeug eine Boeing 737-200, die im Markenauftritt AMC Aviation zum Einsatz kam. Im Jahr 2004 erhielt die Gesellschaft ihren heutigen Namen AMC Airlines.

## Flotte

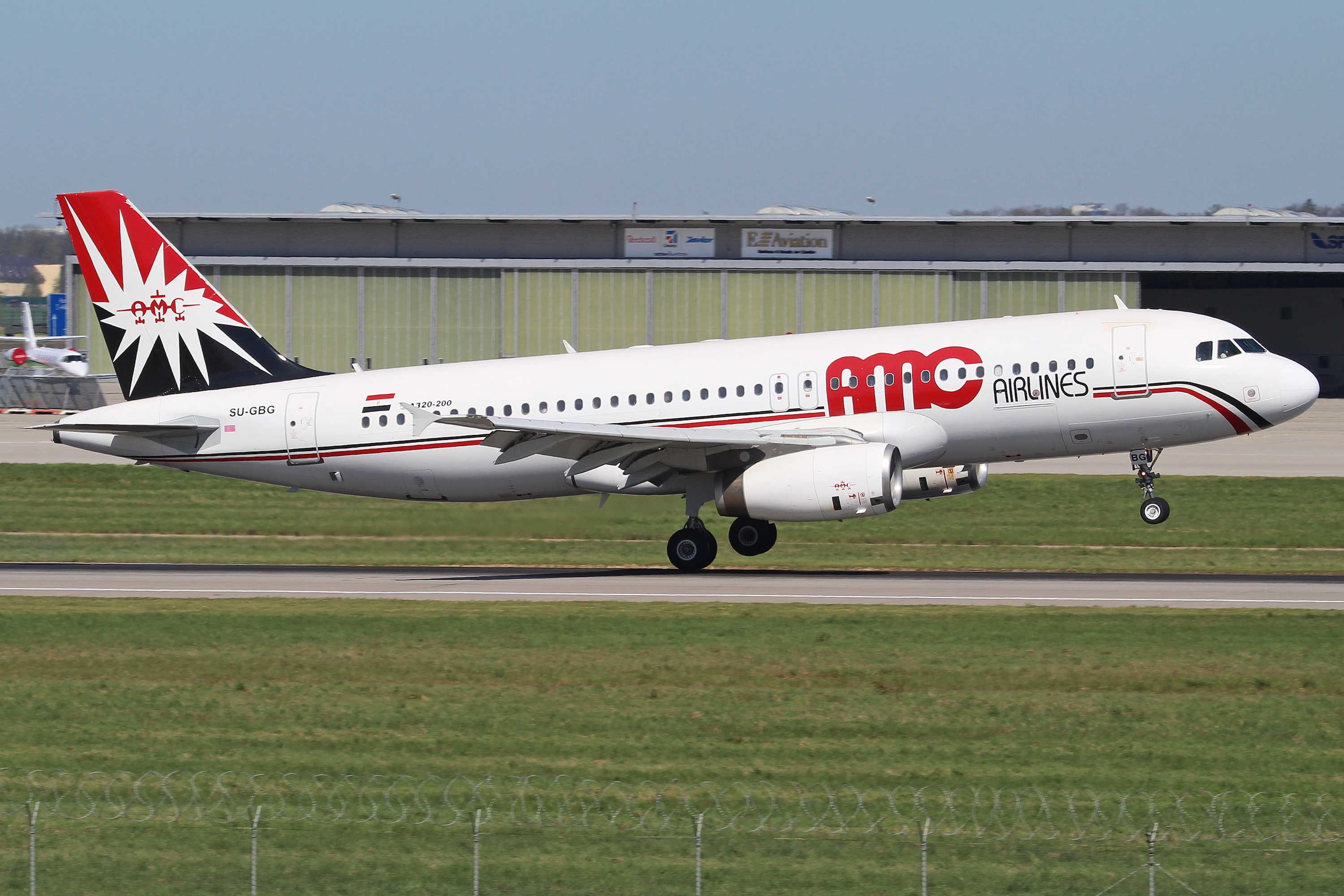
Airbus A320-200 SU-GBG am Flughafen Stuttgart, Frühjahr 2019

### Aktuelle Flotte
Mit Stand Dezember 2022 besteht die Flotte der AMC Airlines aus einem Flugzeug mit einem Durchschnittsalter von 14,8 Jahren:

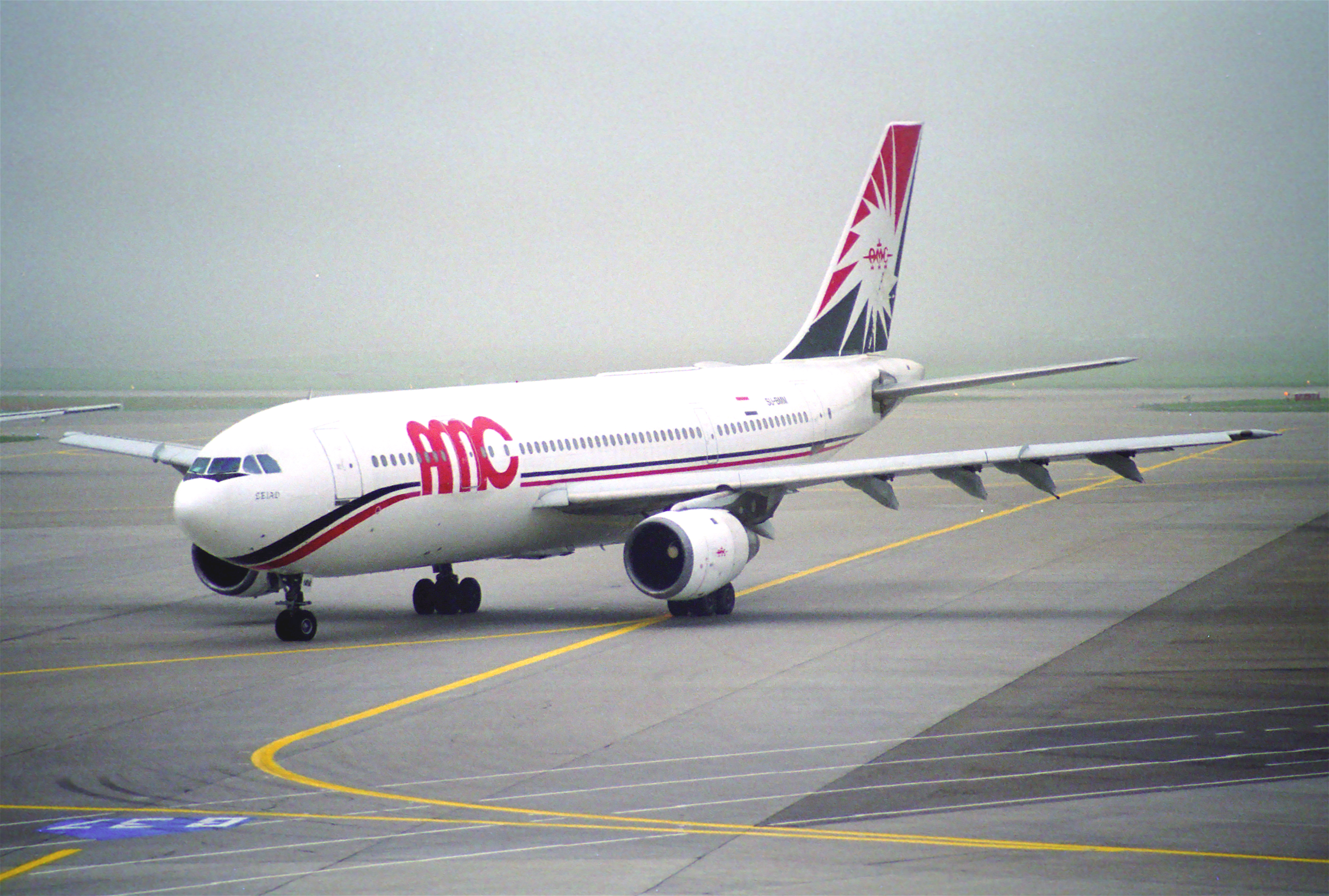
Airbus A300B4 SU-GBG, 1997

| Flugzeugtyp    | Anzahl | bestellt | Anmerkungen               | Sitzplätze |
| -------------- | ------ | -------- | ------------------------- | ---------- |
| Boeing 737-800 | 1      |          | mit Winglets ausgestattet | 186 189    |
| Gesamt         | 1      | -        |                           |            |

### Ehemalige Flugzeugtypen
- Airbus A300-200
- Airbus A310-300
- Airbus A320-200
- Boeing 737-200
- Boeing 737-400
- Boeing 737-500
- McDonnell Douglas MD-83
- MD-90.[3]

## Zwischenfälle

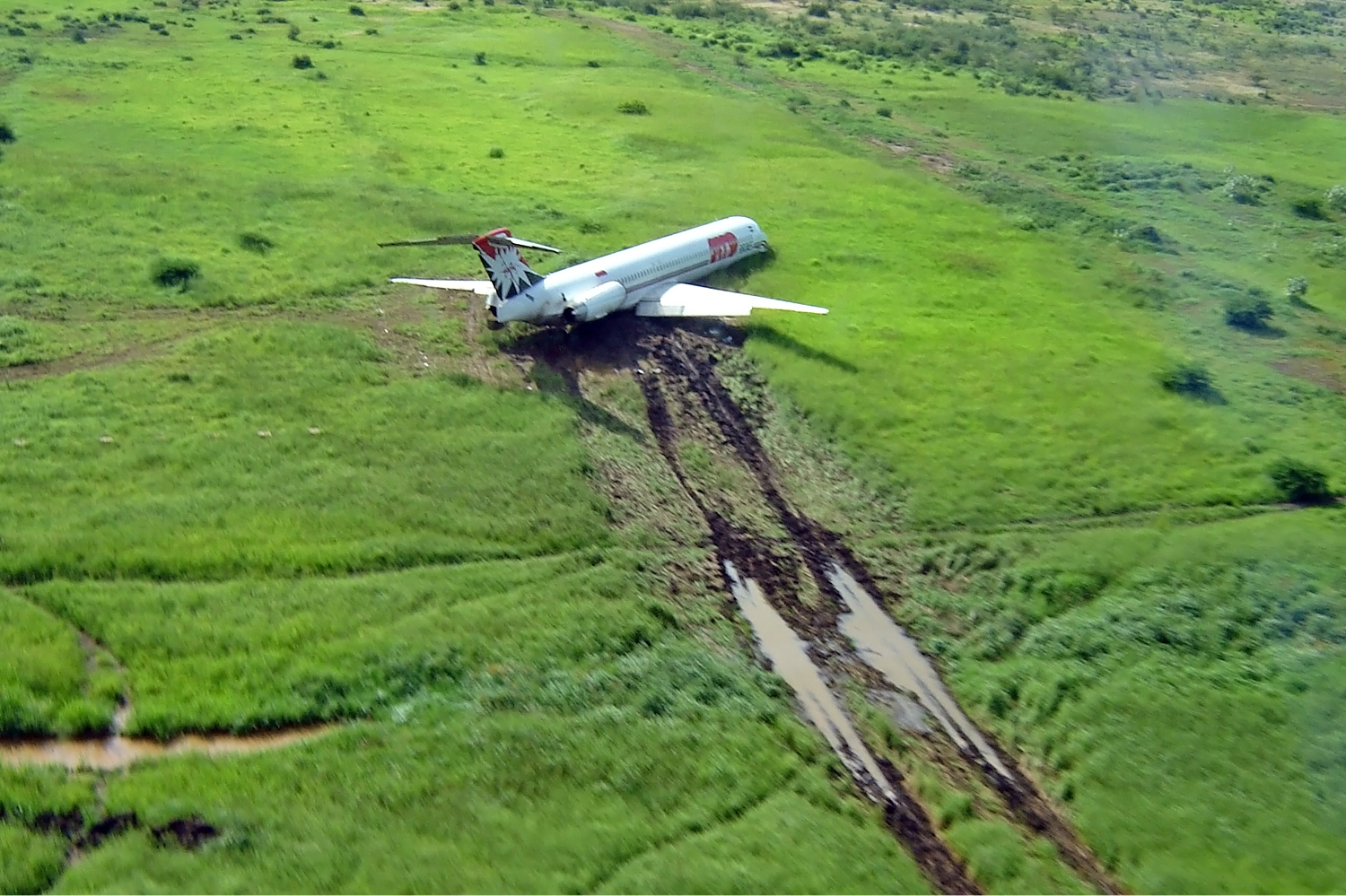
Die SU-BOZ nach der missglückten Landung (2006)

- Bei der Landung eines vom Flughafen Khartum gestarteten Passagier-Linienflugzeugs am 23. Juni 2006 kam es am zu einem Unfall. Die McDonnell Douglas MD-83 der AMC Airlines (Luftfahrzeugkennzeichen SU-BOZ) rollte über die Landebahn des Flughafens Juba hinaus und wurde schwer beschädigt. Es kamen keine Personen zu Schaden.[4] Anschließend wurde das Flugzeug abtransportiert und wieder instand gesetzt.[5]

- Am 11. Oktober 2007 musste eine McDonnell Douglas DC-9-83 (MD-83) der AMC Airlines (SU-BOY) auf dem Flughafen Istanbul-Atatürk notgelandet werden. Die Maschine war auf dem Weg von Hurghada nach Warschau. Sie machte dabei eine kontrollierte Bauchlandung und kam von der Piste ab. Bei dem Vorfall wurde ein Passagier verletzt. Das Flugzeug wurde irreparabel beschädigt.[6]

- Am 25. Dezember 2011 kam es während eines Fluges der MD-83 mit dem Kennzeichen SU-BOZ erneut zu einem Zwischenfall, sie musste mit eingefahrenem Bugrad auf dem Flughafen Karachi notlanden. Das Flugzeug befand sich mit 74 Passagieren auf einem Flug von Tabuk nach Quetta. Wie beim ersten Zwischenfall der Maschine kamen keine Personen zu Schaden.[7] Die MD-83 wurde danach eingelagert.[8]